# Język rundi
Język rundi lub kirundi (urundi) – język z rodziny bantu, używany w Rwandzie, Burundi (jako język urzędowy), Tanzanii i Ugandzie, uznawany często za dialekt języka ruanda-rundi. W 1980 roku liczba mówiących wynosiła ok. 4,8 mln.